# Realismo capitalista

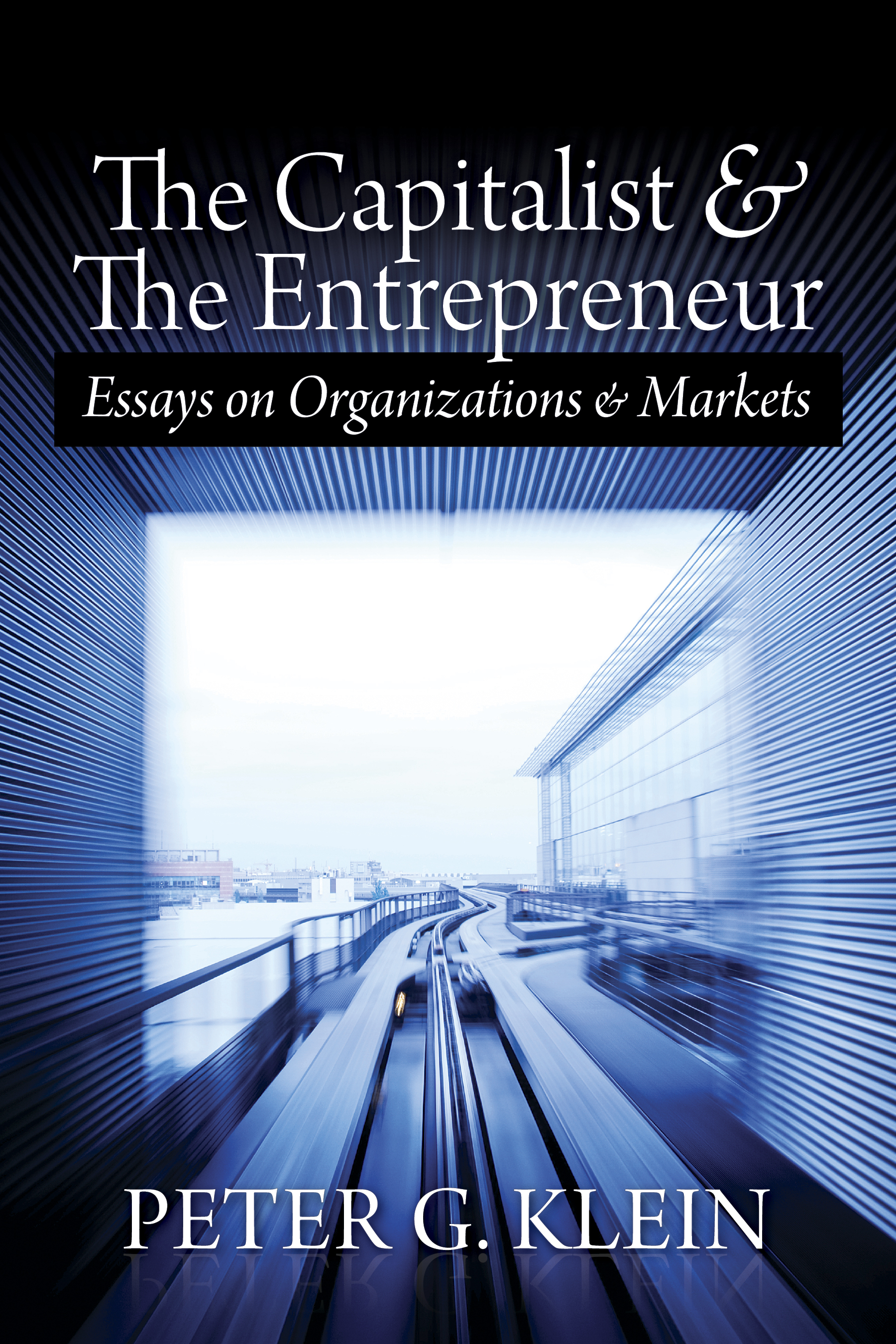
El Capitalista y el Empresario, un libro de Peter Klein que es modelo de Realismo Capitalista en la literatura.

El término "realismo capitalista" se ha utilizado, particularmente en Alemania, para describir el arte basado en el uso de materias primas, desde el Pop Art en las décadas de 1950 y 1960 hasta el arte mercancía de los años 1980 y 1990. Este uso se basa en el juego de palabras con el término "realismo socialista". Alternativamente, se ha utilizado para describir el aspecto ideológico-estético del capitalismo corporativo contemporáneo en Occidente.

## Como movimiento artístico
Aunque se ha atestiguado anteriormente, el término "realismo capitalista" se utilizó por primera vez como título de la exposición de arte de 1963 en Dusseldorf, Demonstration for Capitalist Realism, que contó con la obra de Gerhard Richter, Sigmar Polke, Wolf Vostell y Konrad Lueg. Los participantes de la exposición se centraron en las representaciones de la creciente cultura de consumo en Alemania y la sociedad saturada de medios de comunicación con estrategias, en parte, influenciadas por las de sus homólogos del Pop estadounidense. El reciente ascenso del Pop Art en la cultura alemana se combinó con una fascinación por Estados Unidos que sirvió como estímulo para la exposición. Su inspiración principal fue la iconografía representada en periódicos y revistas.
Si bien el Pop Art estadounidense describe el mundo del consumo en el que vivimos y lo transforma en arte por la vía de la estetización, su versión alemana se caracteriza por su carga crítica con dicha realidad. De forma paradójica, las obras de Richter y Polke se convertirían, años después, en carísimos objetos de consumo en el mercado internacional del arte.

### Sigmar Polke
El realismo capitalista es un movimiento artístico alemán cofundado en 1963 por el artista Sigmar Polke. Polke abrazó los anuncios y la publicidad que aparecen habitualmente en la prensa popular en las representaciones de artículos de consumo cotidianos.
A menudo irónico y con matices críticos con la sociedad y la política, el realismo capitalista se considera más explícitamente político que el Pop Art convencional.

## Como concepto teórico

### Michael Schudson
A mediados de la década de 1980, Michael Schudson utilizó el término "realismo capitalista" para describir las prácticas dominantes en la publicidad. El capítulo siete de su libro Advertising: The Uneasy Persuasion compara los mensajes y apelaciones de la publicidad con los que se encuentran en el realismo socialista de la Unión Soviética. En su relato el realismo de la publicidad promueve una forma de vida basada en el consumo privado más que en el logro público social.

### Mark Fisher

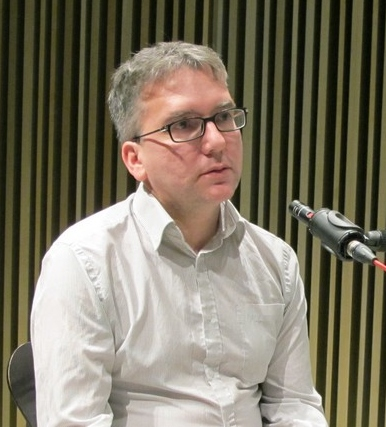
Mark Fisher en Barcelona

El término apareció de nuevo en 2009 con la publicación del libro de Mark Fisher Realismo capitalista: ¿no hay alternativa? Fisher argumenta que el término "realismo capitalista" es el que mejor describe la situación política global actual, carente de alternativas visibles al sistema capitalista que se convirtió en dominante tras la caída de la Unión Soviética. Su argumento es tanto una respuesta como una crítica al neoliberalismo y a las nuevas formas de gobierno que aplican la lógica del capitalismo y el mercado a todos los aspectos de la gobernanza.
Su ideología se refiere a un "sentido generalizado de que no solo el capitalismo es el único sistema político y económico viable, sino también que actualmente es imposible incluso imaginar una alternativa coherente a él".

Como concepto filosófico, el realismo capitalista está influenciado por la concepción Althusseriana de la ideología. Fisher propone que dentro de un marco capitalista no hay espacio para concebir formas alternativas de estructuras sociales, añadiendo que las generaciones más jóvenes ni siquiera se preocupan por reconocer tales alternativas. Propone que la crisis financiera de 2008 agravó esta situación. En lugar de catalizar el deseo de buscar alternativas para el modelo existente, la crisis reforzó la idea de que las modificaciones deben hacerse dentro del propio sistema. Paradójicamente el colapso financiero reafirmó la necesidad del capitalismo entre la población en lugar de socavar sus cimientos.
El realismo capitalista tal como lo entiendo no puede limitarse al arte ni a la forma cuasi-propagandística en la que funciona la publicidad. Es más como una atmósfera generalizada, condicionando no solo la producción de la cultura, sino también la regulación del trabajo y la educación, y actuando como una especie de barrera invisible que limita el pensamiento y la acción.
Fisher sostiene que el realismo capitalista ha propagado una "ontología empresarial" que concluye que todo debe ser dirigido como un negocio, incluyendo la educación y la atención de la salud.
Tras la publicación de la obra de Fisher, el término ha sido recogido por otros críticos literarios.